# Amarante (Portugal)
Amarante es una ciudad y un municipio portugués perteneciente al distrito de Oporto, Región Norte y comunidad intermunicipal de Támega y Sousa, con cerca de 12 000 en la ciudad y 61 029 habitantes en el municipio.

## Geografía
Es sede de un municipio con 299,25 km² de área y 61 029 habitantes (2004), subdividido en veintiséis freguesias. Limita al norte con los municipios de Celorico de Basto, al nordeste con Mondim de Basto, al este con Vila Real y Santa Marta de Penaguião, al sur con Baião, Marco de Canaveses y Penafiel, al oeste con Lousada y al noroeste con Felgueiras.

## Historia
Amarante tuvo probablemente su origen en los pueblos primitivos que habitaron la sierra de Aboboreira (habitada desde la Edad de Piedra), pero se desconoce el nombre exacto de sus fundadores. La población empezó a adquirir importancia y visibilidad tras la llegada de San Gonzalo, nacido en Tagilde, Guimarães, que se estableció aquí tras su peregrinación por Roma y Jerusalém.
Amarante adquirió el estatuto de ciudad el 8 de julio de 1985, siendo esta fecha la de su fiesta principal.

## Demografía
| Gráfica de evolución demográfica de Amarante entre 1864 y 2021 |
|                                                                |
| Datos según el nomenclátor publicado por el INE portugués.     |

## Freguesias
Las freguesias de Amarante son las siguientes:
- Aboadela, Sanche e Várzea
- Amarante (São Gonçalo), Madalena, Cepelos e Gatão
- Ansiães
- Bustelo, Carneiro e Carvalho de Rei
- Candemil
- Figueiró (Santiago e Santa Cristina)
- Fregim
- Freixo de Cima e de Baixo
- Fridão
- Gondar
- Jazente
- Lomba
- Louredo
- Lufrei
- Mancelos
- Olo e Canadelo
- Padronelo
- Rebordelo
- Salvador do Monte
- São Simão de Gouveia
- Telões
- Travanca
- Vila Caiz
- Vila Chã do Marão
- Vila Garcia, Aboim e Chapa
- Vila Meã

## Cultura

### Monumentos y turismo
- Puente de San Gonzalo
- Iglesia y Convento de San Gonzalo
- Solar dos Magalhães
- Casa de Pascoaes

### Áreas naturales
- Serra do Marão
- Serra da Aboboreira

### Instituciones
- Águas Bravas Clube (ABC) Club de piragüismo
- Amarante Futebol Clube Club de fútbol
- Associação Desportiva de Amarante (ADA)
- Atlético Clube de Vila Meã
- Federação das Associações Desportivas de Amarante (FADA)
- Terra dos Homens